# Helga Ahrer

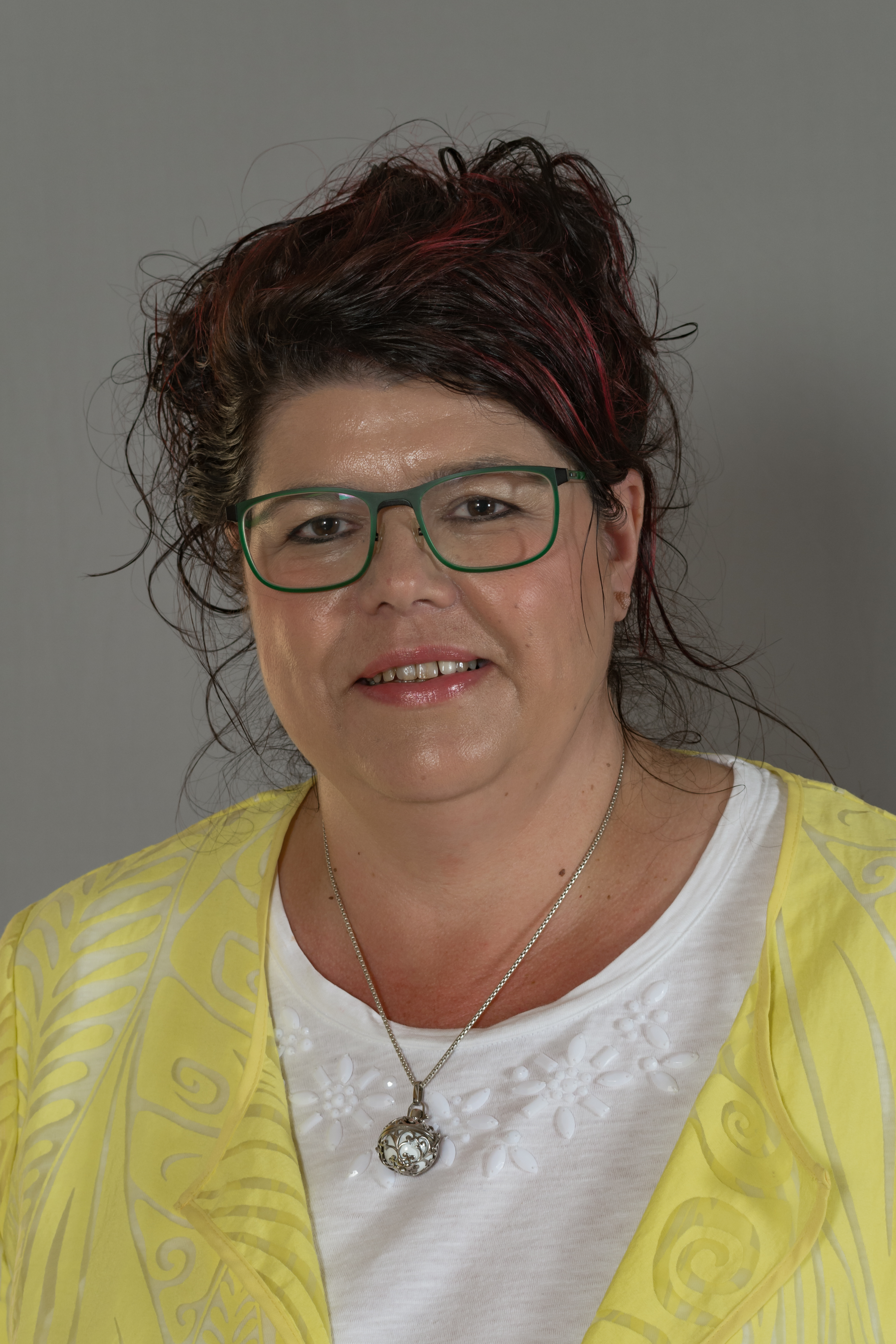
Helga Ahrer, 2016

Helga Ahrer (* 5. November 1967 in Eisenerz) ist eine österreichische Politikerin der Sozialdemokratischen Partei Österreichs (SPÖ) und Angestellte der Personenverkehrs AG der Österreichischen Bundesbahnen (ÖBB). Sie ist seit 2010 Abgeordnete zum Steiermärkischen Landtag, als dessen Dritte Präsidentin sie seit Dezember 2024 fungiert.

## Politik
Neben ihrer Funktion als Abgeordnete ist sie Mitglied im Präsidium und im Vorstand der SPÖ-Landesfrauen. Darüber hinaus ist sie Mitglied in Präsidium und im Vorstand der steiermärkischen SPÖ. Weiters ist sie stellvertretende Vorsitzende der Bezirksfrauen, SPÖ Stadtfrauenvorsitzende in Leoben und stellvertretende Stadtparteivorsitzende in Leoben. Seit 6. Februar 2014 ist sie auch Gemeinderätin der Stadt Leoben. Ahrer ist auch stellvertretende SPÖ-Landesklubobfrau und Landesfrauenvorsitzende ihrer Partei in der Steiermark.
Nach der Landtagswahl 2019 wurde sie in der zweiten Sitzung der XVIII. Gesetzgebungsperiode am 21. Jänner 2020 erneut als Abgeordnete zum Landtag Steiermark angelobt. Sie rückte für ein SPÖ-Regierungsmitglied der im Dezember 2019 gebildeten Landesregierung Schützenhöfer II nach.

## Beruf
Beruflich war sie bei den ÖBB als Qualitätstrainer und Diplom-Mediatorin tätig. Heute ist Ahrer Landessekretärin der Gewerkschaft vida in Graz. Zudem ist sie stellvertretende Vorsitzende des ÖGB in der Steiermark.